# 中川翼
中川翼（日语：／ Nakagawa Tsubasa，2005年12月6日—）是日本的演员，出身于神奈川县。他目前隶属于Top Coat。

## 人物简介
中川翼在5岁的时候首次登台亮相，他出道的契机在于想克服自身腼腆害羞的性格。
他喜欢读书、烹饪、乌克丽丽和篮球，最憧憬的演员是平手友梨奈。

## 出演作品
注：主役角色会以 粗体字 表示。

### 电影
| 电影名             | 公映日期       | 制片公司     | 饰演角色             |
| ------------------ | -------------- | ------------ | -------------------- |
| 帶著辛香料的愛。   | 2023年6月2日   | Broadmedia   | 山本蓮               |
| 心之谷             | 2022年10月14日 | 松竹         | 天澤聖司（中學時期） |
| 追逐着光芒         | 2021年10月1日  | 象屋公司     | 中岛彰               |
| 圆弧               | 2021年6月25日  | 华纳兄弟影业 | 黑田天音（15歳）     |
| 浅田家！           | 2020年10月2日  | 东宝         | 浅田幸宏（童年）     |
| 黑暗祭的小川       | 2019年10月25日 |              | 未                   |
| 一首小夜曲         | 2019年9月20日  | GAGA         | 少年                 |
| 覆面系NOISE        | 2017年11月25日 | 松竹映画     | 榊桃（童年）         |
| 只有我不存在的城市 | 2016年3月19日  | 华纳兄弟影业 | 藤沼悟（童年）       |
| 女主角失格         | 2015年9月19日  | 华纳兄弟影业 | 寺坂利太的童年同学   |

### 电视剧
| 电视剧名                     | 首播日期                          | 首播频道    | 饰演角色         |
| ---------------------------- | --------------------------------- | ----------- | ---------------- |
| Monster                      | 2024年10月14日                    | 富士電視網  | 城野尊           |
| 負責接送的澀谷哥哥           | 2024年4月2日                      | 富士電視網  | 本田圭佑         |
| 相棒 第22季 第17集、第18集   | 2024年2月21日、28日               | 朝日電視台  | 山田希望         |
| 鎌倉殿的13人                 | 2022年8月21日・9月4日・11日・25日 | NHK綜合台   | 北條政範         |
| 家裡蹲老師 第3集 - 最終集    | 2021年6月26日－7月3日             | NHK綜合台   | 奧山博喜         |
| 青色校警·嶋田隆平            | 2021年1月12日－3月16日            | 富士电视网  | 真田一树         |
| 看到他们就会明白             | 2020年1月11日－2月29日            | WOWOW白金台 | 福泽雄马         |
| 与不是A君的你                | 2018年9月21日                     | 东京电视网  | 藤井优斗         |
| 女城主 直虎                  | 2017年1月8日－12月17日            | NHK综合频道 | 龙王丸（童年）   |
| 世界奇妙物语 之 接龙家族1、2 | 2017年                            | 富士电视网  | 村上大树         |
| 偶像×战士 奇迹之音！         | 2017年4月2日－2018年3月25日       | 东京电视网  | 栗原亮           |
| 视觉侦探 日暮旅人 第8集      | 2017年3月12日                     | 日本电视网  | 白石升一         |
| 别让我走                     | 2016年1月15日－3月18日            | TBS电视网   | 土井友彦（童年） |
| 橘色奇迹                     | 2015年1月19日                     | TBS电视网   | 山仓隆志（童年） |

### 广告
- 三得利伊右卫门绿茶

- 荏原（日语：エバラ食品工業）黄金之酱

- 达美乐比萨

- 本田小型厢式车系列“雪花球篇”

- 克雷西食品（日语：クラシエフーズ）巧克力夹心牛角包

### 音乐录影带
- 《独角戏》（秋山黄色歌曲）